# Zbylut z Łekna (kanonik)
Zbylut Pałuka z Łekna (zm. po 23 czerwca 1366) – duchowny, kanonik, prepozyt płockiej kapituły katedralnej w 1344 roku, doktor dekretów.
Był kanonikiem (1321-1349) i kustoszem włocławskim (1325–1340), archidiakonem płockim (1341), od roku 1347 prepozytem płockim oraz sędzią dworu biskupa krakowskiego Jana Bodzanty (1353). Ponadto był kanonikiem krakowskim (1353–1364) i gnieźnieńskim (1356–1369).
Był synem kasztelana Zbyluta.